# Обідова (гміна Новий Тарг)
Обідова (пол. Obidowa) — село в Польщі, у гміні Новий Торг Новотарзького повіту Малопольського воєводства.
Населення — 784 особи (2011).
У 1975-1998 роках село належало до Новосондецького воєводства.

## Демографія
Демографічна структура станом на 31 березня 2011 року:
|          | Загалом | Допрацездатний вік | Працездатний вік | Постпрацездатний вік |
| -------- | ------- | ------------------ | ---------------- | -------------------- |
| Чоловіки | 389     | 102                | 259              | 28                   |
| Жінки    | 395     | 112                | 237              | 46                   |
| Разом    | 784     | 214                | 496              | 74                   |